# أرنود ديبلشين
أرنود ديبلشين (بالفرنسية: Arnaud Desplechin)‏ هو مصور سينمائي وكاتب سيناريو ومخرج وممثل فرنسي، ولد في 31 أكتوبر 1960 في فرنسا. من الجوائز التي نالها جائزة سيزار لأفضل مخرج عن عمل أيامي الذهبية سنة 2016 وجائزة لويس ديلوك ‏ سنة 2004.

## أعمال

### أفلام
- (2015) أيامي الذهبية

## جوائز وترشيحات
جوائز
- جائزة سيزار لأفضل مخرج، عن عمل: أيامي الذهبية (2016)
- جائزة لويس ديلوك [الإنجليزية]‏ (2004)

ترشيحات
- جائزة سيزار لأفضل فيلم (2005)
- جائزة سيزار لأفضل فيلم (2009)
- جائزة سيزار لأفضل فيلم (2014)
- جائزة سيزار لأفضل مخرج (2005)
- جائزة سيزار لأفضل مخرج (2009)
- جائزة سيزار لأفضل مخرج (2014)
- جائزة سيزر لأفضل كاتب سيناريو (1993)
- جائزة سيزر لأفضل كاتب سيناريو (2005)
- César Award for Best Original Screenplay [الإنجليزية]‏ (2009)
- César Award for Best First Film [الإنجليزية]‏ (1993)
- جائزة الجمعية الوطنية الأمريكية للنقاد السينمائيين لأفضل سيناريو [الإنجليزية]‏ (2008)
- Critics' Choice Movie Award for Best Foreign Language Film [الإنجليزية]‏ (2008)
- جائزة سيزار لأفضل نص مقتبس (2014)

## وصلات خارجية
- أرنود ديبلشين على موقع IMDb (الإنجليزية)
- أرنود ديبلشين على موقع ألو سيني (الفرنسية)
- أرنود ديبلشين على موقع أول موفي (الإنجليزية)
- أرنود ديبلشين على موقع قاعدة بيانات الأفلام السويدية (السويدية)
- أرنود ديبلشين على موقع قاعدة بيانات الفيلم (الإنجليزية)
- أرنود ديبلشين على موقع كينوبويسك (الروسية)